# Giorgio Abraham
Giorgio Abraham (La Spezia, 1927 – Ginevra, 31 agosto 2023) è stato uno psichiatra e scrittore italiano.

## Biografia
Ligure, dopo aver studiato in Italia si è trasferito, negli anni 1960, in Svizzera, ottenendo la cattedra di Psichiatria all'Università di Ginevra. Dai suoi due matrimoni ha avuto cinque figli. I suoi libri, in prevalenza saggi, trattano di sessuologia e psicanalisi. Per Il sogno del secolo ha vinto il Premio Brancati nel 2000.

## Opere

### Saggi
- Reactions psychologiques a la maladie, Parigi, ESF, 1963 (con altri)
- Psychodynamique essentielle, Parigi, Doin, 1964
- Sexologie clinique, Parigi, Doin, 1967
- Introduzione alla sessuologia medica, Milano, Feltrinelli, 1975 (con Willy Pasini)
- Psichiatria pluridimensionale: è possibile una filosofia della medicina?, Milano, Feltrinelli, 1977
- Psicoanalisi e terapie sessuologiche, Milano, Feltrinelli, 1979 (con Robert Porto)
- Tre saggi sulla teoria dell'antisessualità, Roma, C.I.C., 1979
- La psychothérapie aujourd'hui, Villeurbanne, Simep, 1982 (con Antonio Andreoli)
- Amare l'amore, Milano, Frassinelli, 1985
- Il bene dentro, Milano, Frassinelli, 1986
- Né il giorno né l'ora, Milano, Frassinelli, 1986
- Psiconeuroendocrinologia del piacere: il piacere, questo sconosciuto, Milano, Masson, 1986 (con altri)
- La psicoterapia è una scienza, Torino, SEI, 1987 (con Antonio Andreoli)
- Al di là della medicina psicosomatica, Torino, SEI, 1989
- Ammalarsi fa bene: la malattia a difesa della salute, Milano, Feltrinelli, 1989 (con Claudia Peregrini)
- La scienza della coppia, Como, Lyra, 1990 (con Franca Romè)
- Le età della vita: saper vivere al meglio ogni stagione dell'esistenza, Milano, Mondadori, 1993
- Un amore tutto nuovo: innamorarsi dopo i quarant'anni, Milano, Mondadori, 1995
- Sogni del giorno e sogni della notte: i misteriosi rapporti tra il sonno e la vita cosciente, Milano, Mondadori, 1996
- I segreti del nostro corpo: conquistare la salute ascoltando se stessi, Milano, Mondadori, 1998
- Il sogno del secolo: la psicoanalisi cent'anni dopo, Milano, Mondadori, 2000
- I mille volti del piacere, Milano, Mondadori, 2002
- Sonno come necessità e sonno come piacere, Torino, Cortina, 2004 (con Giuseppe Angelini)